# SVK (nadzor inačica)
SVK (kratica se također javlja u obliku svk) je decentralizirani sustav nadzora inačica koji je napisan u Perlu. Dizajn je hijerarhijski distribuiran, usporediv s centraliziranim distribucijama BitKeepera i GNU archa. Primarni autor svk je Kao Chia-liang (kineski 高嘉良). Kao i Perl distribuiran je pod artističnom licencijom i općom javnom licencijom GNU, što ga čini besplatnim softverom.

## Vanjske poveznice
- Službene stranice
- Best Practical SVK  Arhivirana inačica izvorne stranice od 28. listopada 2006. (Wayback Machine)
- Članak o SVK na Perl.com
- Priručnici za SVK